# Mystikal

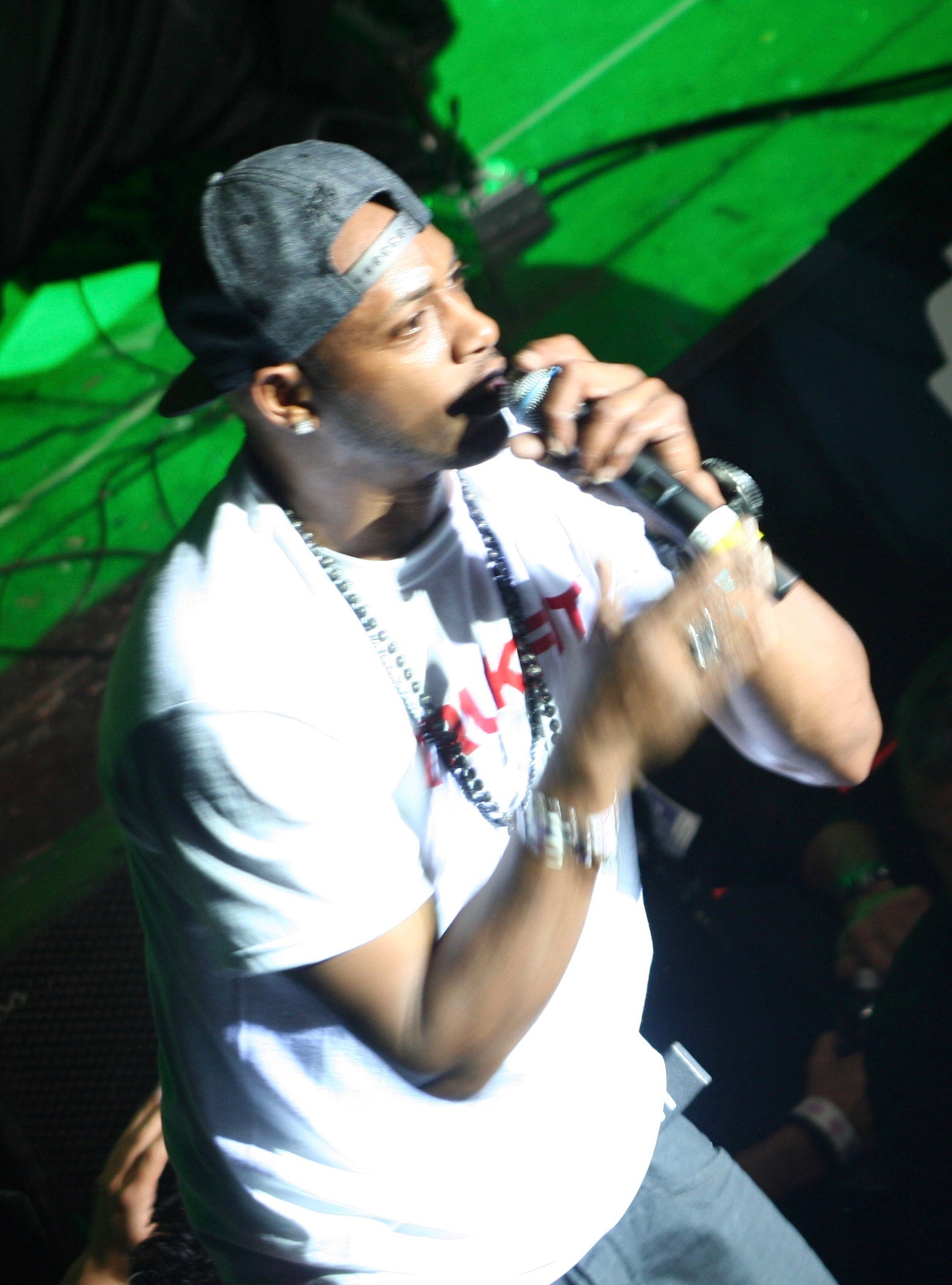
Mystikal

Michael Lawrence Tyler (22 de setembro de 1970), mais conhecido pelos eu nome de palco Mystikal, é um rapper americano e actor de Nova Orleães, Luisiana.

## Discografia
- Mind of Mystikal (1995)
- Unpredictable (1997)
- Ghetto Fabulous (1998)
- Let's Get Ready (2000)
- Tarantula (2001)